# تيم جونسون (لاعب كرة قدم أمريكية)
تيم جونسون (بالإنجليزية: Tim Johnson)‏ هو لاعب كرة قدم أمريكية أمريكي، ولد في 29 يناير 1965 في ساراسوتا في الولايات المتحدة.

## وصلات خارجية
- تيموثي جونسون على موقع مرجع كرة القدم المحترفة.كوم (الإنجليزية)